# Gerichtsbezirk Val di Ledro
Der Gerichtsbezirk Val di Ledro war ein dem Bezirksgericht Val di Ledro unterstehender Gerichtsbezirk in der Gefürsteten Grafschaft Tirol. Er war Teil des Trentino und gehörte zum Bezirk Riva.
Der Gerichtsbezirk umfasste das Val di Ledro sowie dessen Seitental, das Val di Concei. Nach dem Ersten Weltkrieg musste Österreich den gesamten Gerichtsbezirk an Italien abtreten.

## Geschichte
Der Gerichtsbezirk Val di Ledro wurde durch eine 1849 beschlossene Kundmachung der Landes-Gerichts-Einführungs-Kommission geschaffen und umfasste ursprünglich die 14 Gemeinden Barcesino, Bezzecca, Biacesa, Enguiso, Legos, Lenzumo, Locca, Mezzolago, Molina, Pieve, Pré, Pregasina, Tiarno di sotto und Tiarno di sopra.
Der Gerichtsbezirk Val di Ledro bildete im Zuge der Trennung der politischen von der judikativen Verwaltung
ab 1868 gemeinsam mit den Gerichtsbezirken Riva und Arco den Bezirk Riva.
Der Gerichtsbezirk Val di Ledro wies 1869 eine Bevölkerung von 4.720 Personen auf.
Per 24. März 1872 wurde der Gerichtsbezirk Val di Ledro wiedererrichtet und dem Bezirk Riva unterstellt.
1910 wurden für den Gerichtsbezirk 4.588 Personen ausgewiesen, von denen neun Deutsch (0,2 %) und 4.490 Italienisch oder Ladinisch (97,8 %) als Umgangssprache angaben.
Durch die Grenzbestimmungen des am 10. September 1919 abgeschlossenen Vertrages von Saint-Germain wurde der Gerichtsbezirk Val di Ledro zur Gänze Italien zugeschlagen.

## Gerichtssprengel
Der Gerichtssprengel umfasste 1910 die 13 Gemeinden Bezzecca, Biacesa, Enguiso, Legos, Lenzumo, Locca, Mezzolago, Molina, Pieve di Ledro, Pré, Pregasina, Tiarno di sotto und Tiarno Superiore.